# Tomosvaryella spinulenta
Tomosvaryella spinulenta är en tvåvingeart som beskrevs av Kuznetzov 1994. Tomosvaryella spinulenta ingår i släktet Tomosvaryella och familjen ögonflugor. Inga underarter finns listade i Catalogue of Life.